# Гниловская (станция)
Гниловская — железнодорожная станция Ростовского региона Северо-Кавказской железной дороги, находящаяся в Железнодорожном районе Ростова-на-Дону.

## История

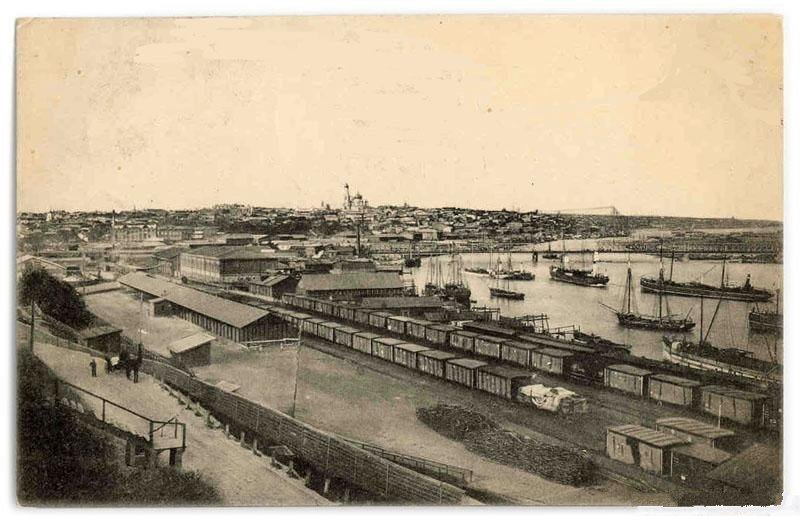
Станция Гниловская на дореволюционной открытке

Станция существует со второй половины XIX века, когда со строительством линии Курско-Харьковской-Азовской железной дороги возникла необходимость в создании в станице Гниловской товарной станции. 12 ноября 1869 года, по окончании строительства железной дороги от Таганрога до станции Гниловская, на неё пришёл первый поезд из Таганрога. Движение по данной ветке всегда было однопутным, каким остаётся и по сей день.

## Деятельность
Остановка пригородных электричек на линии Ростов-на-Дону — Таганрог.
Рядом со станцией находятся Церковь Преполовения Пятидесятницы, Донская духовная семинария и Музей Северо-Кавказской железной дороги.